# Piedras Blancas (Entre Ríos)
Piedras Blancas é um município da província de Entre Ríos, na Argentina.